# Laboral Kutxa - Fundación Euskadi

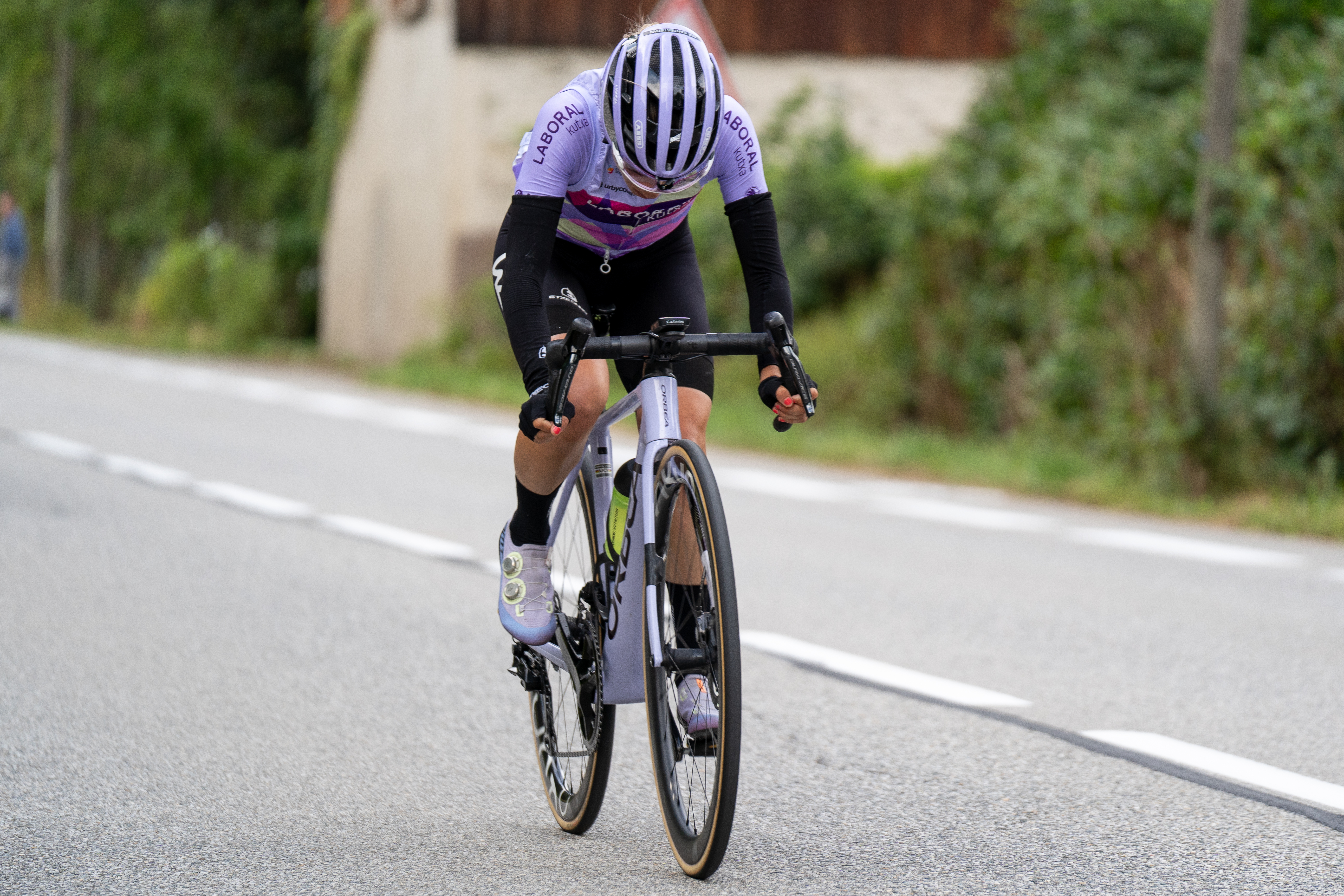
Ane SANTESTEBAN of team 'Laboral Kutxa-Fundación Euskadi' in stage 8 of the Tour de France Femmes 2024

L'equip de ciclisme femení Laboral Kutxa–Fundación Euskadi és un equip de ciclisme femení basc fundat el 2019. El 2021 esdevé equip UCI Women's ProTeam, la segona divisió del ciclisme femení.

## Classificacions UCI
Aquesta taula mostra la plaça de l'equip a la classificació de la Unió Ciclista Internacional a final de temporada i també la millor ciclista en la classificació individual de cada temporada.
| Rànquing UCI | Rànquing UCI     | Rànquing UCI                   | Rànquing UCI |
| Any          | Rànquing d'equip | Millor ciclista al rànquing    |              |
| ------------ | ---------------- | ------------------------------ | ------------ |
| 2021         | 57è              | Eukene Larrarte Arteaga (608è) |              |
| 2022         | 50è              | Yurani Blanco Calbet (279è)    |              |
| 2023         | 23è              | Nadia Quagliotto (147è)        |              |
| 2024         | -                | Usoa Ostolaza (74è)            |              |
|              |                  |                                |              |
| Font: UCI    |                  |                                |              |

La taula següent mostra el rànquing de l'equip a la UCI World Tour femení, així com la seva millor ciclista en el rànquing individual.
| UCI World Tour | UCI World Tour   | UCI World Tour              | UCI World Tour |
| Any            | Rànquing d'equip | Millor ciclista al rànquing |                |
| -------------- | ---------------- | --------------------------- | -------------- |
| 2021           | 35è              | Idoia Eraso (175è)          |                |
| 2022           | 40è              | Yurani Blanco Calbet (229è) |                |
| 2023           | 24è              | Alba Teruel Ribes (155è)    |                |
| 2024           | -                | Nadia Quagliotto (98è)      |                |
|                |                  |                             |                |
| Font: UCI      |                  |                             |                |

## Composició de l'equip
| \| Llista de l'equip 2025 \| Llista de l'equip 2025 \| Llista de l'equip 2025 \| Llista de l'equip 2025 \| \| Ciclista \| Data de naixement \| Equip previ \| \| \| ------------------------ \| ---------------------- \| ---------------------------------------------------- \| ---------------------- \| \| Naia Amondarain Gazañaga \| 13 de febrer de 2001 \| Sopela Women's Team (2022) \| \| \| Alice Maria Arzuffi \| 19 de novembre de 1994 \| Ceratizit-WNT Pro Cycling (2024) \| \| \| Iúlia Biriukova \| 24 de gener de 1998 \| Human Powered Health (2024) \| \| \| Idoia Eraso \| 27 de febrer de 2002 \| \| \| \| Arianna Fidanza \| 6 de gener de 1995 \| Ceratizit-WNT Pro Cycling (2024) \| \| \| Yanina Kuskova \| 11 de desembre de 2001 \| Tashkent City Women Professional Cycling Team (2024) \| \| \| Usoa Ostolaza \| 25 de febrer de 1998 \| \| \| \| Ane Santesteban González \| 12 de desembre de 1990 \| Team Jayco AlUla (2023) \| \| \| Debora Silvestri \| 8 de maig de 1998 \| Zaaf Cycling Team (2023) \| \| \| Catalina Soto \| 8 de abril de 2001 \| Bizkaia-Durango (2023) \| \| \| Alba Teruel Ribes \| 17 de agost de 1996 \| Bizkaia-Durango (2022) \| \| \| Laura Tomasi \| 1 de juliol de 1999 \| UAE Team ADQ (2023) \| \| \| Cristina Tonetti \| 6 de juliol de 2002 \| Top Girls Fassa Bortolo (2023) \| \| \| Eneritz Vadillo Crespo \| 1 de novembre de 2004 \| \| \| \| \| \| \| \| \| Font: ProCyclingStats \| \| \| \| |                        |                                                      |  |
| Llista de l'equip 2025 |                        |                                                      |  |
| Ciclista | Data de naixement      | Equip previ                                          |  |
| Naia Amondarain Gazañaga | 13 de febrer de 2001   | Sopela Women's Team (2022)                           |  |
| Alice Maria Arzuffi | 19 de novembre de 1994 | Ceratizit-WNT Pro Cycling (2024)                     |  |
| Iúlia Biriukova | 24 de gener de 1998    | Human Powered Health (2024)                          |  |
| Idoia Eraso | 27 de febrer de 2002   |                                                      |  |
| Arianna Fidanza | 6 de gener de 1995     | Ceratizit-WNT Pro Cycling (2024)                     |  |
| Yanina Kuskova | 11 de desembre de 2001 | Tashkent City Women Professional Cycling Team (2024) |  |
| Usoa Ostolaza | 25 de febrer de 1998   |                                                      |  |
| Ane Santesteban González | 12 de desembre de 1990 | Team Jayco AlUla (2023)                              |  |
| Debora Silvestri | 8 de maig de 1998      | Zaaf Cycling Team (2023)                             |  |
| Catalina Soto | 8 de abril de 2001     | Bizkaia-Durango (2023)                               |  |
| Alba Teruel Ribes | 17 de agost de 1996    | Bizkaia-Durango (2022)                               |  |
| Laura Tomasi | 1 de juliol de 1999    | UAE Team ADQ (2023)                                  |  |
| Cristina Tonetti | 6 de juliol de 2002    | Top Girls Fassa Bortolo (2023)                       |  |
| Eneritz Vadillo Crespo | 1 de novembre de 2004  |                                                      |  |
| |                        |                                                      |  |
| Font: ProCyclingStats |                        |                                                      |  |

| \| Llista de l'equip 2024 \| Llista de l'equip 2024 \| Llista de l'equip 2024 \| Llista de l'equip 2024 \| \| Ciclista \| Data de naixement \| Equip previ \| \| \| ------------------------ \| ---------------------- \| ------------------------------------------------- \| ---------------------- \| \| Naia Amondarain Gazañaga \| 13 de febrer de 2001 \| Sopela Women's Team (2022) \| \| \| Yurani Blanco Calbet \| 3 de febrer de 1998 \| Bizkaia-Durango (2021) \| \| \| Idoia Eraso \| 27 de febrer de 2002 \| \| \| \| Jessenia Meneses \| 18 de juny de 1995 \| Colombia Pacto Por El Deporte - GW Shimano (2023) \| \| \| Usoa Ostolaza \| 25 de febrer de 1998 \| \| \| \| Lourdes Oyarbide Jiménez \| 8 de abril de 1994 \| Movistar Team (2023) \| \| \| Nadia Quagliotto \| 22 de març de 1997 \| Bepink (2022) \| \| \| Marta Romeu \| 21 de maig de 1992 \| Farto-BTC (2022) \| \| \| Ane Santesteban González \| 12 de desembre de 1990 \| Team Jayco AlUla (2023) \| \| \| Aileen Schweikart \| 27 de març de 1996 \| Bizkaia-Durango (2022) \| \| \| Debora Silvestri \| 8 de maig de 1998 \| Zaaf Cycling Team (2023) \| \| \| Catalina Soto \| 8 de abril de 2001 \| Bizkaia-Durango (2023) \| \| \| Alba Teruel Ribes \| 17 de agost de 1996 \| Bizkaia-Durango (2022) \| \| \| Laura Tomasi \| 1 de juliol de 1999 \| UAE Team ADQ (2023) \| \| \| Cristina Tonetti \| 6 de juliol de 2002 \| Top Girls Fassa Bortolo (2023) \| \| \| Eneritz Vadillo Crespo \| 1 de novembre de 2004 \| \| \| \| Eri Yonamine \| 25 de abril de 1991 \| Human Powered Health (2023) \| \| \| \| \| \| \| \| Font: ProCyclingStats \| \| \| \| |                        |                                                   |  |
| Llista de l'equip 2024 |                        |                                                   |  |
| Ciclista | Data de naixement      | Equip previ                                       |  |
| Naia Amondarain Gazañaga | 13 de febrer de 2001   | Sopela Women's Team (2022)                        |  |
| Yurani Blanco Calbet | 3 de febrer de 1998    | Bizkaia-Durango (2021)                            |  |
| Idoia Eraso | 27 de febrer de 2002   |                                                   |  |
| Jessenia Meneses | 18 de juny de 1995     | Colombia Pacto Por El Deporte - GW Shimano (2023) |  |
| Usoa Ostolaza | 25 de febrer de 1998   |                                                   |  |
| Lourdes Oyarbide Jiménez | 8 de abril de 1994     | Movistar Team (2023)                              |  |
| Nadia Quagliotto | 22 de març de 1997     | Bepink (2022)                                     |  |
| Marta Romeu | 21 de maig de 1992     | Farto-BTC (2022)                                  |  |
| Ane Santesteban González | 12 de desembre de 1990 | Team Jayco AlUla (2023)                           |  |
| Aileen Schweikart | 27 de març de 1996     | Bizkaia-Durango (2022)                            |  |
| Debora Silvestri | 8 de maig de 1998      | Zaaf Cycling Team (2023)                          |  |
| Catalina Soto | 8 de abril de 2001     | Bizkaia-Durango (2023)                            |  |
| Alba Teruel Ribes | 17 de agost de 1996    | Bizkaia-Durango (2022)                            |  |
| Laura Tomasi | 1 de juliol de 1999    | UAE Team ADQ (2023)                               |  |
| Cristina Tonetti | 6 de juliol de 2002    | Top Girls Fassa Bortolo (2023)                    |  |
| Eneritz Vadillo Crespo | 1 de novembre de 2004  |                                                   |  |
| Eri Yonamine | 25 de abril de 1991    | Human Powered Health (2023)                       |  |
| |                        |                                                   |  |
| Font: ProCyclingStats |                        |                                                   |  |

| \| Llista de l'equip 2023 \| Llista de l'equip 2023 \| Llista de l'equip 2023 \| Llista de l'equip 2023 \| \| Ciclista \| Data de naixement \| Equip previ \| \| \| ---------------------------------- \| ---------------------- \| ------------------------------------ \| ---------------------- \| \| Naia Amondarain Gazañaga \| 13 de febrer de 2001 \| Sopela Women's Team (2022) \| \| \| Mireia Trias Jordán \| 22 de març de 2000 \| Massi Tactic (2022) \| \| \| Alba Teruel Ribes \| 17 de agost de 1996 \| Bizkaia-Durango (2022) \| \| \| Aileen Schweikart \| 27 de març de 1996 \| Bizkaia-Durango (2022) \| \| \| Marta Romeu \| 21 de maig de 1992 \| Farto-BTC (2022) \| \| \| Laura Rodríguez Cordero \| 19 de juliol de 1999 \| \| \| \| Nadia Quagliotto \| 22 de març de 1997 \| Bepink (2022) \| \| \| Usoa Ostolaza \| 25 de febrer de 1998 \| \| \| \| Eider Merino Cortázar \| 2 de agost de 1994 \| Le Col-Wahoo (2022) \| \| \| Lija Laizāne \| 6 de juliol de 1993 \| Eneicat-RBH (2022) \| \| \| Ariana Gilabert \| 12 de abril de 2000 \| Bizkaia-Durango (2021) \| \| \| Idoia Eraso \| 27 de febrer de 2002 \| \| \| \| Ines Cantera (1 de gen–26 de maig) \| 30 de juliol de 2002 \| Roland Cogeas-Edelweiss Squad (2022) \| \| \| Tania Calvo Barbero \| 26 de juny de 1992 \| Eustrak-Euskadi (2013) \| \| \| Yurani Blanco Calbet \| 3 de febrer de 1998 \| Bizkaia-Durango (2021) \| \| \| Mireia Arriazu \| 4 de juny de 2003 \| \| \| \| Eneritz Vadillo Crespo \| 1 de novembre de 2004 \| \| \| \| \| \| \| \| \| Font: UCI \| \| \| \| |                       |                                      |  |
| Llista de l'equip 2023 |                       |                                      |  |
| Ciclista | Data de naixement     | Equip previ                          |  |
| Naia Amondarain Gazañaga | 13 de febrer de 2001  | Sopela Women's Team (2022)           |  |
| Mireia Trias Jordán | 22 de març de 2000    | Massi Tactic (2022)                  |  |
| Alba Teruel Ribes | 17 de agost de 1996   | Bizkaia-Durango (2022)               |  |
| Aileen Schweikart | 27 de març de 1996    | Bizkaia-Durango (2022)               |  |
| Marta Romeu | 21 de maig de 1992    | Farto-BTC (2022)                     |  |
| Laura Rodríguez Cordero | 19 de juliol de 1999  |                                      |  |
| Nadia Quagliotto | 22 de març de 1997    | Bepink (2022)                        |  |
| Usoa Ostolaza | 25 de febrer de 1998  |                                      |  |
| Eider Merino Cortázar | 2 de agost de 1994    | Le Col-Wahoo (2022)                  |  |
| Lija Laizāne | 6 de juliol de 1993   | Eneicat-RBH (2022)                   |  |
| Ariana Gilabert | 12 de abril de 2000   | Bizkaia-Durango (2021)               |  |
| Idoia Eraso | 27 de febrer de 2002  |                                      |  |
| Ines Cantera (1 de gen–26 de maig) | 30 de juliol de 2002  | Roland Cogeas-Edelweiss Squad (2022) |  |
| Tania Calvo Barbero | 26 de juny de 1992    | Eustrak-Euskadi (2013)               |  |
| Yurani Blanco Calbet | 3 de febrer de 1998   | Bizkaia-Durango (2021)               |  |
| Mireia Arriazu | 4 de juny de 2003     |                                      |  |
| Eneritz Vadillo Crespo | 1 de novembre de 2004 |                                      |  |
| |                       |                                      |  |
| Font: UCI |                       |                                      |  |

| \| Llista de l'equip 2022 \| Llista de l'equip 2022 \| Llista de l'equip 2022 \| Llista de l'equip 2022 \| \| Ciclista \| Data de naixement \| Equip previ \| \| \| ------------------------- \| ---------------------- \| ---------------------- \| ---------------------- \| \| Mireia Arriazu \| 4 de juny de 2003 \| \| \| \| Irantzu Beloki \| 13 de febrer de 2000 \| \| \| \| Yurani Blanco Calbet \| 3 de febrer de 1998 \| Bizkaia-Durango (2021) \| \| \| Tania Calvo Barbero \| 26 de juny de 1992 \| Eustrak-Euskadi (2013) \| \| \| Elena Cuenca \| 1 de novembre de 1999 \| \| \| \| Idoia Eraso \| 27 de febrer de 2002 \| \| \| \| Garazi Estevez \| 29 de gener de 2002 \| \| \| \| Olatz Gabilondo \| 30 de agost de 1999 \| \| \| \| Xubane Garai \| 12 de abril de 2002 \| \| \| \| Ariana Gilabert \| 12 de abril de 2000 \| Bizkaia-Durango (2021) \| \| \| Sandra Gutiérrez Conde \| 6 de març de 2003 \| \| \| \| Amaia Lartitegi Ormazabal \| 12 de març de 2001 \| Bizkaia-Durango (2021) \| \| \| Usoa Ostolaza \| 25 de febrer de 1998 \| \| \| \| \| \| \| \| \| Font: UCI \| \| \| \| |                       |                        |  |
| Llista de l'equip 2022 |                       |                        |  |
| Ciclista | Data de naixement     | Equip previ            |  |
| Mireia Arriazu | 4 de juny de 2003     |                        |  |
| Irantzu Beloki | 13 de febrer de 2000  |                        |  |
| Yurani Blanco Calbet | 3 de febrer de 1998   | Bizkaia-Durango (2021) |  |
| Tania Calvo Barbero | 26 de juny de 1992    | Eustrak-Euskadi (2013) |  |
| Elena Cuenca | 1 de novembre de 1999 |                        |  |
| Idoia Eraso | 27 de febrer de 2002  |                        |  |
| Garazi Estevez | 29 de gener de 2002   |                        |  |
| Olatz Gabilondo | 30 de agost de 1999   |                        |  |
| Xubane Garai | 12 de abril de 2002   |                        |  |
| Ariana Gilabert | 12 de abril de 2000   | Bizkaia-Durango (2021) |  |
| Sandra Gutiérrez Conde | 6 de març de 2003     |                        |  |
| Amaia Lartitegi Ormazabal | 12 de març de 2001    | Bizkaia-Durango (2021) |  |
| Usoa Ostolaza | 25 de febrer de 1998  |                        |  |
| |                       |                        |  |
| Font: UCI |                       |                        |  |

| \| Llista de l'equip 2021 \| Llista de l'equip 2021 \| Llista de l'equip 2021 \| Llista de l'equip 2021 \| \| Ciclista \| Data de naixement \| Equip previ \| \| \| ----------------------- \| ---------------------- \| ---------------------- \| ---------------------- \| \| Uxue Albizua \| 19 de novembre de 2002 \| \| \| \| Ainhize Barrainkua \| 31 de agost de 1997 \| \| \| \| Irantzu Beloki \| 13 de febrer de 2000 \| \| \| \| Tania Calvo Barbero \| 26 de juny de 1992 \| Eustrak-Euskadi (2013) \| \| \| Elena Cuenca \| 1 de novembre de 1999 \| \| \| \| Idoia Eraso \| 27 de febrer de 2002 \| \| \| \| Garazi Estevez \| 29 de gener de 2002 \| \| \| \| Xubane Garai \| 12 de abril de 2002 \| \| \| \| Nekane Gomez \| 2 de setembre de 1999 \| Massi Tactic (2019) \| \| \| Eukene Larrarte Arteaga \| 13 de setembre de 1998 \| Eneicat-RBH (2020) \| \| \| Usoa Ostolaza \| 25 de febrer de 1998 \| \| \| \| \| \| \| \| \| Font: UCI \| \| \| \| |                        |                        |  |
| Llista de l'equip 2021 |                        |                        |  |
| Ciclista | Data de naixement      | Equip previ            |  |
| Uxue Albizua | 19 de novembre de 2002 |                        |  |
| Ainhize Barrainkua | 31 de agost de 1997    |                        |  |
| Irantzu Beloki | 13 de febrer de 2000   |                        |  |
| Tania Calvo Barbero | 26 de juny de 1992     | Eustrak-Euskadi (2013) |  |
| Elena Cuenca | 1 de novembre de 1999  |                        |  |
| Idoia Eraso | 27 de febrer de 2002   |                        |  |
| Garazi Estevez | 29 de gener de 2002    |                        |  |
| Xubane Garai | 12 de abril de 2002    |                        |  |
| Nekane Gomez | 2 de setembre de 1999  | Massi Tactic (2019)    |  |
| Eukene Larrarte Arteaga | 13 de setembre de 1998 | Eneicat-RBH (2020)     |  |
| Usoa Ostolaza | 25 de febrer de 1998   |                        |  |
| |                        |                        |  |
| Font: UCI |                        |                        |  |